# Kofi Kingston
Kofi Sarkodie-Mensah (n. 14 august 1981, Kumasi, Ghana) este un wrestler profesionist americano-ghanez, cunoscut și sub numele său de ring Kofi Kingston. El face parte din WWE pentru brandul SmackDown, unde este actualul campion WWE.

## Biografie
Sarkodie-Mensah s-a născut în Ghana. Provine dintr-o familie de intelectuali din apropierea Kumasiului, care s-a mutat în S.U.A în anul 1982.

## WWE/World Wrestling Entertaiment

### Teritoriul de dezvoltare (2006–2007)
În septembrie 2006, Kofi a semnat un contract de dezvoltare cu World Wrestling Entertainment și a fost repartizat pe teritoriul de dezvoltare Deep South Wrestling.2 Debutul său a avut loc într-un meci întunecat cu Montel Vontavious Porter, pe 21 septembrie, în care Kofi a pierdut.8 9 În restul anului 2006 și la începutul anului 2007 a concurat în DSW, precum și în celălalt teritoriu de dezvoltare, Ohio Valley Wrestling, unde a format o etichetă de echipă cu Harry Smith, numită „Commonwealth Connection”.
De asemenea, în 2007, Kofi a început să apară în meciurile din RAW, învingându-i pe Charlie Haas, Trevor Murdoch și Stevie Richards, sub numele de Kofi Jamaica. În mai, Kofi a lucrat și la câteva spectacole, învingându-l pe Shelton Benjamin în Greenville, Carolina de Sud la 5 mai și Val Venis în Roanoke, Virginia, pe 6 mai. În iunie, WWE a lansat un nou teritoriu de dezvoltare numit Florida Championship Wrestling, unde a fost transferat Kofi. Prima sa apariție a făcut echipa cu Eric Escobar împotriva lui Keith Walker & Rycklon Stephens, fiind învins. Kingston a lucrat acolo tot restul anului, până când a fost chemat să facă parte din rosterul principal al WWE.

### 2007-2008
O serie de videoclipuri care promovează debutul televizat al lui Kofi Kingston au început să fie difuzate săptămânal pe ECW începând cu 6 decembrie 2007. În acea perioadă de introducere, videoclipurile sale, site-ul companiei și comentatorii au subliniat că va fi primul jamaican în a lupta pentru WWE. A debutat pe 22 ianuarie 2008 în ECW, ca face, obținând o victorie asupra luptătorului local David Owen din Charlottesville, Virginia.
După ce a luptat în lupte sporadice, Kingston a participat în prima sa luptă majoră, un Battle Royal de 24 de oameni la WrestleMania XXIV în care câștigătorul ar primi o luptă pentru Campionatul ECW, dar a fost eliminat de Mark Henry. Kingston a rămas neînvins în competiția individuală timp de luni (învingând luptători precum Kevin Thorn, The Miz, Lance Cade și Trevor Murdoch alături de Jesse & Festus și James Curtis într-un meci cu 8 echipe, înainte de a fi plasat într-o rivalitate cu Shelton Benjamin la sfârșitul lui aprilie 2008. Ca parte a rivalități, Kingston s-a alăturat lui Matt Hardy pentru a-i înfrunta pe Benjamin și Elijah Burke în episodul din 23 mai din SmackDown, obținând victoria.
În primul său meci ca membru al Raw, l-a învins pe Chris Jericho cu ajutorul lui Shawn Michaels pentru a câștiga Campionatul Intercontinental la Night of Champions 2008. Victoria l-a făcut primul luptător din Ghana care a obținut un campionat în World Wrestling Entertainment și a fost și primul său campionat din cariera sa de luptător profesionist. La SummerSlam 2008, Kingston și James și-au pierdut campionatele într-un meci pe echipe mixte "Câștigătorul ia totul" împotriva echipei Santino Marella și Beth Phoenix. Kingston și-a primit revanșa pentru titlu pe 23 august, într-un show live de pe Madison Square Garden, dar a fost învins de Marella.
La Unforgiven 2008, a apărut în culise, venind în ajutorul campionului mondial Heavyweight de atunci, CM Punk, care fusese atacat de Manu, Randy Orton și campionii mondiali pe echipe Cody Rhodes și Ted DiBiase. La scurt timp după aceea, Punk și Kingston au început să lupte împreuna mai des, iar în episodul de Raw din 27 octombrie, duo-ul a câștigat Campionatele World Tag Team Championship (WWE). La Survivor Series 2008, a participat în 5-on-5 Survivor Series Traditional Elimination match facând parte din echipa lui Batista, dar a fost eliminat de Orton. După aceea, Kingston a concurat într-un turneu pentru a determina candidatul numărul 1 pentru Campionatul Intercontinental, învingându-l pe Kane prin descalificare în primul tur, dar a fost învins de Rey Mysterio în semifinale. Kingston și Punk au pierdut Campionatele Mondiale pe echipe în fața lui John Morrison și The Miz într-un eveniment WWE în live pe 13 decembrie.

### 2009
La Royal Rumble 2009, Kingston a participat în meciul Royal Rumble intrând ca numărul 22, dar a fost eliminat de The Brian Kendrick. La No Way Out 2009, Kingston a fost programat să concureze în meciul din Camera Eliminării pentru Campionatul World Heavyweight Championship, dar nu a putut intra oficial în meci, întrucât a fost atacat de Edge, care a luat locul lui Kingston și a câștigat în final meciul.
Mai târziu, Kingston l-a învins pe Chris Jericho, după interferența lui Ric Flair, pentru a câștiga un loc în meciul Money in the Bank de la WrestleMania XXV, dar meciul a fost câștigat de CM Punk. La Backlash 2009, Kingston l-a învins pe Dolph Ziggler. După ce a câștigat un Triple Threat match pentru a devenii candidat la titlu împotriva lui William Regal și Matt Hardy, Kingston l-a învins pe Montel Vontavious Porter în episodul de 1 iunie de la Raw pentru a câștiga Campionatul Statelor Unite. În următoarele luni, a continuat să apere și să păstreze titlul la Extreme Rules 2009 (împotriva lui MVP, William Regal și Matt Hardy într-un meci Fatal 4-Way), la Night of Champions 2009 (împotriva lui MVP, The Miz, Jack Swagger, Carlito și Primo (care a ocupat locul pe care Big Show l-a lăsat liber) într-un Six-Pack Challenge), la Breaking Point 2009 (împotriva lui The Miz) și la Hell in a Cell 2009 (împotriva lui The Miz și Jack Swagger într-un Triple Threat match), până la pierderea campionatului în fața lui The Miz pe 5 octombrie la Raw, încheindu-și domnia de patru luni în 126 de zile. La Bragging Rights 2009, Echipa Raw (D-Generation X (Triple H & Shawn Michaels), Big Show, Kofi Kingston, Jack Swagger, Cody Rhodes și Mark Henry) a fost învinsă de Echipa SmackDown (Chris Jericho, Kane, Finlay, Matt Hardy, R-Truth & The Hart Dynasty (David Hart Smith și Tyson Kidd) atunci când Big Show a trădat echipa aplicând un Chokeslam lui Kingston, permițând lui Chris Jericho să obțină victoria echipa albastră.
Pe 26 octombrie, la Raw, Kingston a început o rivalitate cu Orton, care credea că Kingston a intervenit în meciul său pentru Campionatul WWE. După ce Kingston l-a învins pe Chris Jericho, Orton l-a atacat din spate și la final l-a aruncat împotriva părții rampei de intrare. Mai târziu în acea seară, Kingston a distrus mașina lui Orton. La Survivor Series 2009, Kingston a ajuns să-și conducă propria echipă (formată din MVP, Mark Henry, R-Truth & Christian) pentru a face față echipei Orton (Randy Orton, Cody Rhodes, Ted DiBiase, William Regal și CM Punk) într-un 5-on-5 Survivor Series Traditional Elimination match, Kingston fiind singurul supraviețuitor al echipei sale și în final l-a eliminat pe Orton pentru a obține victoria. Pe 30 noiembrie la Raw, Kingston a fost programat să se confrunte cu Orton într-o luptă individuală, dar înaintea meciului a fost atacat de Cody Rhodes și Ted DiBiase. În ciuda atacului, Kingston tot a vrut să continue, iar Orton l-a învins rapid. Săptămâna următoare, Kingston l-a învins pe Orton într-o luptă de revanșă în care arbitrul oaspete Mark Cuban, care avea o râvnă împotriva lui Orton de la întâlnirea sa de la Survivor Series 2003, atunci când Orton i-a aplicat un RKO, i-a oferit lui Kingston o numărătoare rapidă pentru a obține victoria. Cu câte o victorie fiecare, cei doi au luptat din nou la TLC: Tables, Ladders & Chairs 2009, și Orton a câștigat.

### 2010
La Royal Rumble 2010, Kingston a participat în meciul Royal Rumble intrând ca numărul 27, eliminând-ui pe R-Truth și Jack Swagger înainte de a fi eliminat de John Cena.
La 1 februarie, la Raw, Kingston a reușit să se califice în meciul Elimination Chamber Match pentru Campionatul WWE de la evenimentul inaugural Elimination Chamber 2010, după ce l-a învins Big Show prin descalificare. Cu toate acestea, nu a reușit să câștige meciul după ce a fost eliminat de Sheamus.
În episodul din 22 martie de la Raw, Kingston l-a învins pe Vladimir Kozlov pentru a se califica în meciul Money in the Bank de la Wrestlemania XXVI. Cu toate acestea, Kingston nu a reușit victoria, deoarece câștigătorul a fost Jack Swagger. La Extreme Rules 2010, Kingston l-a învins pe Dolph Ziggler. Pe 26 aprilie, ca parte a Draftului, Kingston a fost transferat în SmackDown. În lupta sa de debut, l-a învins pe Chris Jericho. În următorul SmackDown, Kingston a fost adăugat într-un turneu de patru luptători pentru Campionatul Intercontinental vacant, după ce Drew McIntyre fusese concediat și deposedat de titlu mai devreme în acea seară. Kingston l-a învins pe Ziggler în primul meci al turneului. Christian l-a învins pe Cody Rhodes în cel de-al doilea meci. Drept urmare, Kingston s-a confruntat și l-a învins pe Christian în finala turneului pentru a câștiga cel de-al doilea său Campionat Intercontinental pe 14 mai la SmackDown. Cu toate acestea, câteva momente mai târziu, McIntyre a ieșit cu o scrisoare, semnată de Vince McMahon, în care spunea că Theodore Long era iresponsabil și că a abuzat de puterea sa. Scrisoarea a indicat, de asemenea, că McIntyre a fost introdus în rosterul principal și că Kingston a fost deposedat de Campionatul Intercontinental, care i-a fost returnat lui McIntyre.

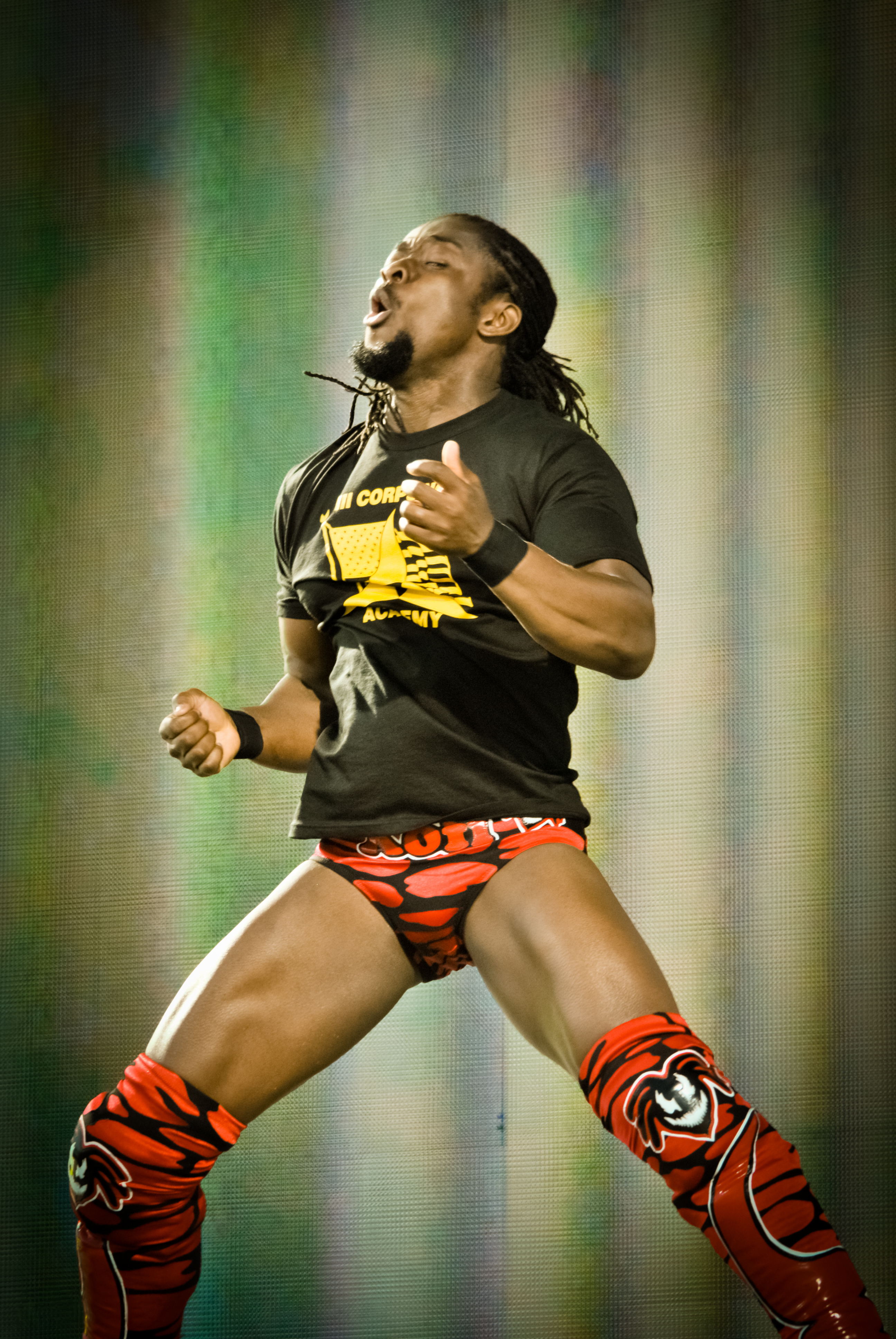
Kingston în decembrie 2010

La Over the Limit 2010, Kingston l-a învins pe McIntyre pentru a câștiga oficial cel de-al doilea său Campionat Intercontinental. La Fatal 4-Way 2010, Kingston a apărat Campionatul Intercontinental împotriva lui Drew McIntyre cu ajutorul lui Theodore Long și Matt Hardy. Pe 18 iulie la Money in the Bank 2010, Kingston nu a reușit să câștige meciul SmackDown Money in the Bank Ladder, după ce Kane a desfăcut servieta. În episodul din 6 august la SmackDown, Ziggler l-a învins pe Kingston cu ajutorul lui Vickie Guerrero pentru a câștiga Campionatul Intercontinental. Kingston și-a obținut revanșa pentru titlu pe 15 august la SummerSlam 2010, dar lupta s-a încheiat fără rezultat după ce The Nexus au intervenit. La Night of Champions 2010, Ziggler s-a confruntat din nou cu Kingston într-o luptă pentru titlu; dacă Ziggler ar fi descalificat sau numărat înafara ringului, Kingston ar câștiga titlul. Ziggler a câștigat prin numărătoare. La WWE Hell in a Cell 2010, Kingston, R-Truth & Goldust i-au învins pe Ziggler, Drew McIntyre și Cody Rhodes. În episodul din 15 octombrie din SmackDown, Kingston l-a învins pe Drew McIntyre pentru a-și câștiga un loc în cadrul echipei SmackDown la Bragging Rights 2010. În cadrul evenimentului, echipa SmackDown (Big Show, Rey Mysterio, Jack Swagger, Edge, Alberto del Rio, Tyler Reks și Kofi) au învins Team Raw (The Miz, Santino Marella, R-Truth, John Morrison, Sheamus, CM Punk & Ezekiel Jackson) într-un 14-Man Tag Team Elimination match, Edge și Mysterio fiind singurii care au supraviețuit. La Survivor Series 2010, Team Mysterio (Rey Mysterio, Big Show, Kofi Kingston, Chris Masters & Montel Vontavious Porter) au învins Team del Río (Alberto del Rio, Jack Swagger, Tyler Reks, Cody Rhodes și Drew McIntyre), într-un 5-on-5 Survivor Series Traditional Elimination match. La TLC: Tables, Ladders & Chairs 2010, Kingston și Swagger au fost învinși de Dolph Ziggler într-un meci Ladder pentru titlu, când el și Swagger au desfăcut centura din vârful ringului, dar au aruncat-o jos și Ziggler a apucat-o pentru a obține victoria.

### 2011
Pe 7 ianuarie la SmackDown, Kingston l-a învins pe Dolph Ziggler pentru a câștiga Campionatul Intercontinental pentru a treia oară în cariera sa. La Royal Rumble 2011, Kingston a participat în meciul Royal Rumble intrând cu numărul 26, dar a fost eliminat de Randy Orton. După aceea, Kingston a început o rivalitate cu Alberto del Rio, care a culminat cu o luptă ne-titulară la Elimination Chamber 2011, unde Kingston a fost învins. Pe 22 martie la SmackDown (difuzat pe 25 martie), Kingston a pierdut Campionatul Intercontinental în fața lui Wade Barrett. După ce Vladimir Kozlov a fost accidentat de grupul The Corre, Kingston a fost ales ca înlocuitor al său într-un 8-man Tag Team match între el, Big Show, Kane și Santino Marella cu The Corre la WrestleMania 27, care a fost câștigat echipa lui Kingston. Pe 26 aprilie, Kingston a fost transferat la Raw ca parte a Draftului. Pe 1 mai, la Extreme Rules 2011, Kingston l-a învins pe Sheamus într-un meci cu mese pentru a câștiga Campionatul Statelor Unite pentru a doua oară în cariera sa, aducând înapoi titlul mărcii Raw. La Capitol Punishment 2011, Kingston a pierdut titlul în fața lui Dolph Ziggler. A avut revanșa în noaptea următoare la Raw, unde s-a confruntat cu Ziggler într-un 2-out-3 Falls match, câștigând Ziggler prima cădere și Kingston a doua, dar în a treia cădere Kingston a câștigat prin descalificare, deoarece Ziggler l-a lovit cu microfonul, reușind să păstreze titlul.
La Money in the Bank 2011, Kingston a luptat în Raw Money in the Bank Ladder match, dar câștigătorul a fost Alberto del Rio. În seara următoare la Raw, Kingston a fost adăugat la un turneu pentru a încununa noul campion WWE (după ce ultimul campion CM Punk a părăsit compania cu titlul), învingându-l pe Alberto del Rio în primul tur înainte de a fi eliminat de The Miz în semifinale. La SummerSlam 2011, Kingston l-a învins pe Alberto del Rio, The Miz & R-Truth împreună cu Rey Mysterio și John Morrison.
Pe 22 august la Raw, Kingston a câștigat Campionatele pe echipe din WWE împreună cu Evan Bourne, după ce i-a învins pe David Otunga și Michael McGillicutty. La Night of Champions 2011, Air Boom a păstrat titlurile împotriva lui The Miz & R-Truth prin descalificare după ce Miz a atacat un arbitru. La evenimentele 
Hell in a Cell 2011 și Vengeance 2011, Air Boom a păstrat titlurile de două ori împotriva lui Dolph Ziggler și Jack Swagger. La Survivor Series 2011, Team Orton (Randy Orton, Kofi Kingston, Sheamus, Sin Cara & Mason Ryan) a fost învins de Team Barrett (Wade Barrett, Jack Swagger, Dolph Ziggler, Cody Rhodes, Hunico) într-un 5-on-5 Survivor Series Traditional Elimination match, fiind eliminat de Barrett. La TLC: Tables, Ladders & Chairs 2011, Air Boom a revenit ca echipă și a păstrat cu succes titlurile împotriva lui Primo & Epico.

### 2012
Pe 15 ianuarie 2012, Air Boom a pierdut Campionatele pe echipe din WWE în fața lui Primo & Epico într-un house how. A doua zi la Raw, Air Boom a primit lupta de revanșă, dar nu au reușit să recupereze titlurile. A doua zi, Bourne a fost suspendat din nou pentru a doua încălcare a politicii de bunăstare a WWE, astfel încât Air Boom a fost dizolvat definitiv.
În Royal Rumble 2012, Kingston a participat în meciul Royal Rumble intrând ca numărul 11 și, deși nu a câștigat, a avut un moment spectaculos când sa salvat de eliminare, mergând cu mâinile în jos pentru a ajunge la treptele metalice și a reintra în ring. La Elimination Chamber 2012, Kingston a luptat într-un Elimination Chamber match pentru Campionatul WWE împotriva campionului CM Punk, The Miz, Dolph Ziggler, R-Truth și Chris Jericho, dar nu a reușit să câștige titlul după ce a fost eliminat de Jericho. La Wrestlemania XXVIII, Team Teddy (Santino Marella, Kofi Kingston, R-Truth, Zack Ryder, The Great Khali & Booker T) a fost învins de Team Johnny (David Otunga, Mark Henry, Dolph Ziggler, Jack Swagger, The Miz & Drew McIntyre), astfel încât John Laurinaitis a obținut controlul imediat asupra mărcilor Raw și SmackDown. Pe 30 aprilie la Raw, Kingston & R-Truth i-au învins pe Primo & Epico pentru a câștiga Campionatele pe echipe din WWE. La Over the Limit 2012, Kingston și Truth au apărat cu succes titlurile împotriva lui Dolph Ziggler și Jack Swagger, și din nou într-o revanșă pe 28 mai la Raw. La No Way Out 2012, împreună cu Brodus Clay, Alex Riley și alte superstaruri atacate anterior de Big Show, Kingston l-a ajutat pe John Cena să-l învingă și, astfel, să-l demită pe John Laurinaitis. În pre-show-ul de la 
Money in the Bank 2012, Kingston & Truth i-au învins pe Hunico și Camacho într-un meci în care titlurile nu erau în joc.
La SummerSlam 2012, Kingston și Truth i-au învins din nou pe The Prime Time Players pentru a păstra campionatele. La Night of Champions 2012, Kingston și Truth au pierdut titlurile împotriva lui Daniel Bryan & Kane, și nu au putut recupera titlurile într-o luptă de revanșare noaptea următoare la Raw.
După ce l-a învins pe Michael McGillicutty în episodul din 10 octombrie din Main Event, Kingston a fost confruntat și insultat de comentatorul invitat și de Campionul Intercontinental The Miz, determinându-l pe Kingston să-l provoace la o luptă pentru titlu, pe care Miz a acceptat-o. În săptămâna următoare la Raw, Kingston l-a învins pe Miz într-un meci în care titlul nu a fost în joc. Două nopți mai târziu la Main Event, Kingston l-a învins Miz pentru a câștiga Campionatul Intercontinental pentru a patra oară în cariera sa. Kingston l-a învins pe Miz în două lupte de revanșare, prima pe 28 octombrie la Hell in a Cell 2012 și a doua în episodul din 6 noiembrie din SmackDown pentru a păstra titlul. La Survivor Series 2012, Team Foley (Kofi Kingston, Team Hell No (Daniel Bryan & Kane), The Miz & Randy Orton) a fost învins de Team Ziggler (Dolph Ziggler, Wade Barrett, Damien Sandow, Alberto del Rio și David Otunga), unde Kingston a fost eliminat de Barrett. Pe 3 decembrie la Raw, Kingston, încă Campion Intercontinental, a primit o șansă la Campionatul Statelor Unite împotriva campionului Antonio Cesaro, R-Truth și Wade Barrett într-un meci Fatal 4-Way, dar nu a reușit victoria după ce Cesaro a păstrat titlul. La TLC: Tables, Ladders & Chairs 2012, Kingston a apărat cu succes titlul împotriva lui Barrett. Pe 31 decembrie la Raw, Kingston a pierdut Campionatul intercontinental împotriva lui Barrett, încheindu-și domnia după 74 de zile.

### 2013
La Royal Rumble 2013, Kingston a participat în meciul Royal Rumble intrând cu numărul 4 și a avut un alt moment spectaculos: după ce l-a eliminat pe Tensai, a fost scos din ring, dar a căzut pe spatele lui Tensai, l-a aruncat pe masa comentatorilor și l-a folosit scaunul rotativ lui JBL pentru a sări cu el în ring, intrând din nou în luptă înainte de a fi eliminat de Cody Rhodes. La Elimination Chamber 2013, Kingston a fost învins de Dolph Ziggler, iar după luptă a fost atacat de Big E Langston.
Pe 12 aprilie, la SmackDown, Kingston a învins campionul Statelor Unite, Antonio Cesaro, într-o luptă în care titlul nu a fost în joc. Trei nopți mai târziu la Raw, Kingston l-a învins pe Cesaro pentru a câștiga Campionatul Statelor Unite pentru a treia oară în cariera sa. Pe 19 mai, la Extreme Rules 2013, Kingston a pierdut Campionatul Statelor Unite în față lui Dean Ambrose, încheindu-și domnia în 34 de zile. La SmackDown, Kingston a fost învins de Ryback, care a trecut apoi prin trei mese cu corpul lui Kingston, rănindu-l ca urmare (kayfabe). Acest lucru a fost făcut pentru a-l scoate pe Kingston din televiziune, deoarece a fost supus unei intervenții la cot și era de așteptat să stea departe de ringuri între patru și opt săptămâni.
Kingston și-a revenit pe 15 august la Raw, purtând o nouă ținută și învingându-l pe Fandango. Kingston a primit o șansă pentru Campionatul Intercontinental pe 15 septembrie la Night of Champions 2013, dar a fost învins de Curtis Axel. La sfârșitul lunii septembrie, Bray Wyatt a început să-i trimită mesaje criptice lui Kingston după luptele sale, ceea ce a dus la o luptă pe 6 octombrie la Battleground 2013, pe care Wyatt a câștigat-o. Pe 27 octombrie, în lupta de kick-off de la Hell in a Cell 2013, Kingston a fost învins de Damien Sandow. În meciul de kick-off de la Survivor Series 2013, Kingston a fost învins de Miz. În următoarele săptămâni, Kingston a fost din nou învins de Miz în mai multe lupte, până când în cele din urmă Kingston l-a învins la TLC: Tables, Ladders & Chairs 2013 într-un meci fără descalificare.

### 2014

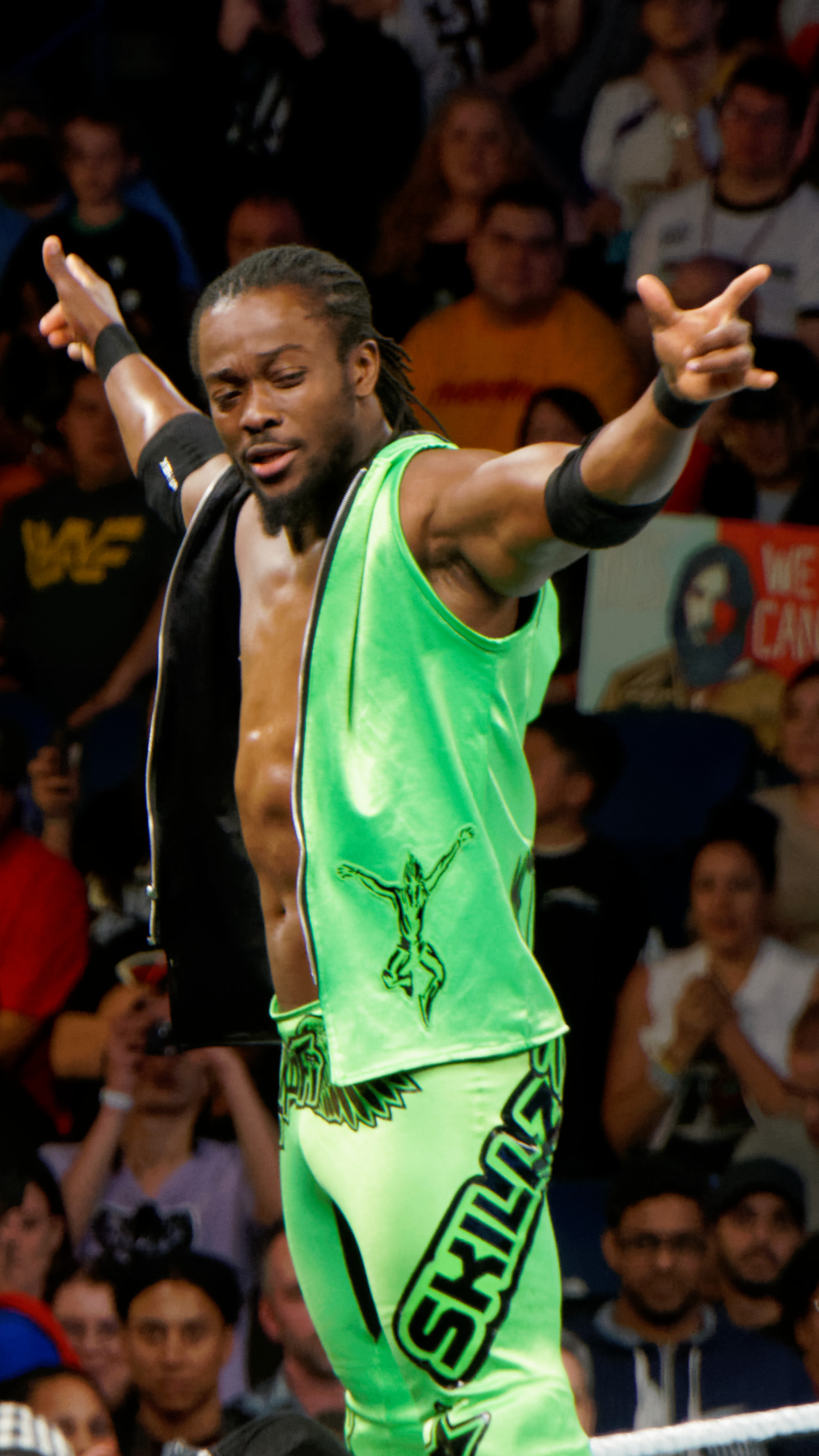
Kingston în aprilie 2014

La Royal Rumble 2014, Kingston a participat în meciul Royal Rumble intrând cu numărul 8 și a evitat eliminarea prin aterizarea pe baricada mulțimii și a făcut un salt de 11 metri pentru a reveni în ring. Apoi a fost a șaptea persoană eliminată de Roman Reigns. În episodul de SmackDown din 21 martie, Kingston a fost anunțat să participe în prima ediție anuală a André the Giant Memorial Battle Royal, la WrestleMania XXX. În acest caz, Kingston a avut un alt moment remarcabil în luptă, fiind aruncat de Cesaro peste a treia coardă și pentru a evita eliminarea și-a ținut degetele de la picioare pe treptele de metal, deși mai târziu a fost eliminat de Sheamus. La Payback 2014, Kingston era programat să lupte cu Bo Dallas, dar a fost atacat de Kane înainte de meci din cauza tweet-urilor sale împotriva lui Stephanie McMahon. Din această cauză, lupta a fost din nou convenită pentru noaptea următoare la Raw, unde Dallas a obținut victoria. Pe 29 iunie la Money in the Bank 2014, Kingston a concurat în meciul Money in the Bank Ladder, care a fost câștigat de Seth Rollins. La Battleground 2014, Kingston a participat într-un Battle Royal pentru Campionatul Intercontinental vacant, unde a evitat din nou eliminarea fiind prins de Big E, care l-a ajutat să se întoarcă în ring. În ciuda acestui fapt, nu a reușit să câștige meciul.
În episodul de Raw din 21 iulie, după ce Kingston și Big E au fost învinși de Ryback și Curtis Axel, Xavier Woods a apărut să le vorbească. Woods a spus că Kingston și Big E nu pot continua să „sărute copii și să strângă mâinile” și s-a oferit să îi gestioneze. Duetul a acceptat oferta lui Woods, iar în noaptea următoare la Main Event, Woods a reușit să-i conducă pe Kingston și Big E la o victorie decisivă asupra lui Heath Slater și Titus O'Neil. Cu toate acestea, grupul lui Woods s-a dizolvat rapid și discret, așa cum sa văzut în episodul din 8 august de SmackDown și în episodul din 12 august de Main Event, atât Big E cât și Kingston au revenit la lupte individuale, fără niciun semn sau mențiune a grupului. În ediția a 15-a aniversare a SmackDown din 10 octombrie, Kingston a fost învins de Seth Rollins.
În ciuda faptului că s-au dizolvat la televizor, Big E, Kingston și Woods și-au continuat alianța în evenimente live. În octombrie, WWE a început să emită vignete cu Kingston, Big E și Woods, anunțând debutul grupului pe care îl formaseră acum cunoscut sub numele de The New Day. În cele din urmă, The New Day a debutat pe 28 noiembrie la SmackDown, învingându-i pe Titus O'Neil, Heath Slater și Curtis Axel. Trio-ul a început o rivalitate cu Goldust și Stardust, după ce o interferență i- costat pe Big E și Kofi un Tag Team Turmoil match. Din această cauză, o luptă între cele două echipe a fost programată pentru 14 decembrie în lupta din kick-off de la TLC: Tables, Ladders & Chairs 2014, unde Kingston și Big E i-au învins pe Gold & Stardust.

### 2015

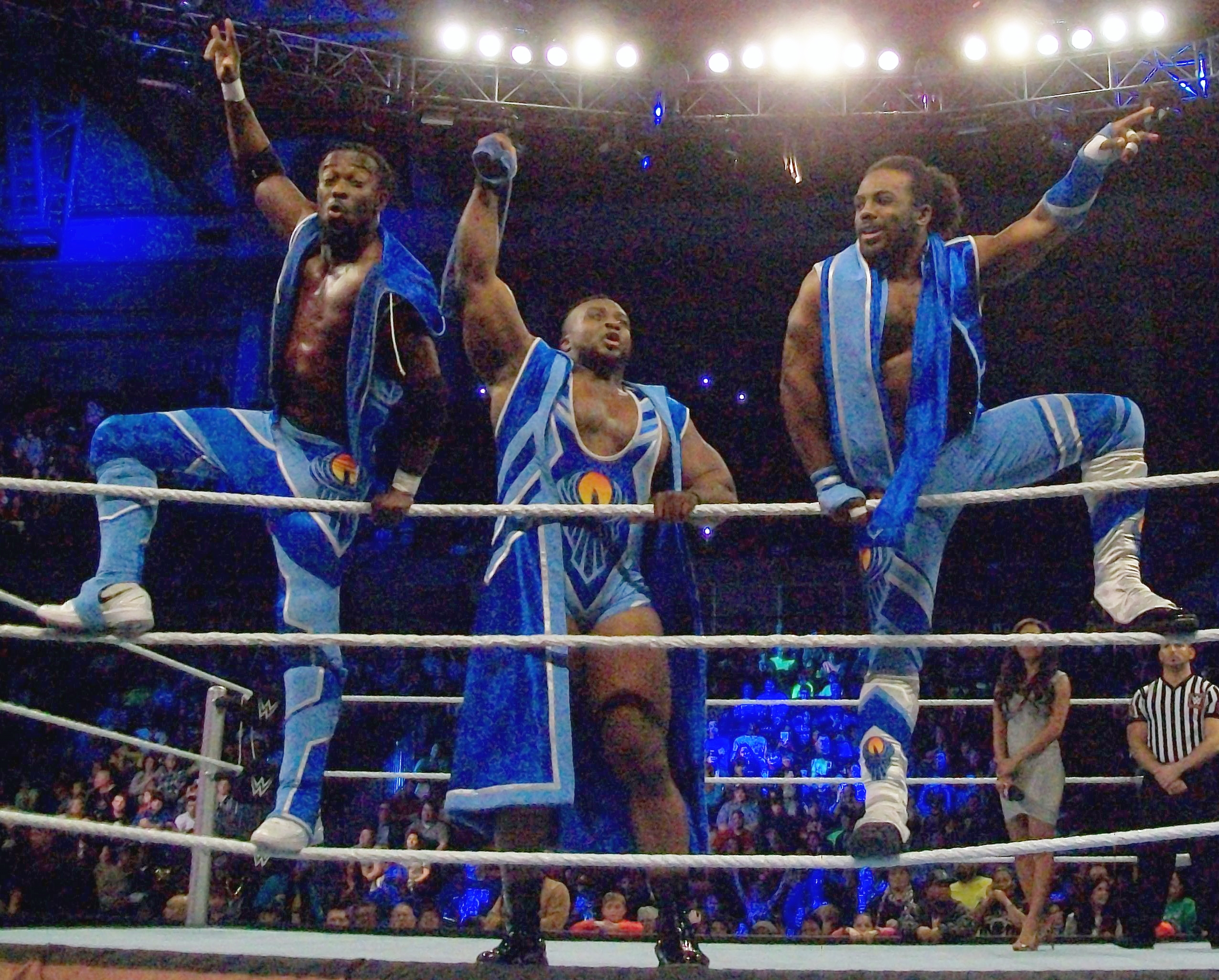
Kingston alături de Big E și Xavier Woods ca The New Day în ianuarie 2015

În meciul de kick-off de la Royal Rumble 2015, Kingston și Big E au fost învinși de Cesaro și Tyson Kidd, care aveau compania lui Adam Rose și Natalya. În același eveniment, Kingston a participat în meciul Royal Rumble intrând ca numărul 17, dar a fost eliminat de Rusev. Pe 29 martie, în meciul de kick-off de la WrestleMania 31, Kingston și Big E au participat într-un Tag Team Fatal 4-Way match pentru Campionatele WWE pe echipe, dar câștigătorii au fost campioni Cesaro și Tyson Kidd.
În episodul de Raw din 6 aprilie, Kingston a devenit heel pentru prima dată în carieră, împreună cu Big E și Xavier Woods, când i-a dat o lovitura lui Kalisto în timpul luptei într-e Big E & Woods împotriva lui The Lucha Dragons în timp ce arbitrul se afla distras. La Extreme Rules 2015, Kingston și Big E i-au învins pe Cesaro și Tyson Kidd pentru a câștiga pentru prima dată Campionatele pe echipe din WWE împreună. La Payback 2015, Kingston și Big E i-au învins pe Cesaro & Kidd într-un 2-out-of-3 Falls Tag Team match pentru a păstra titlurile. La Elimination Chamber 2015, The New Day i-au învins pe Cesaro & Kidd, The Lucha Dragons, The Ascension, Los Matadores și The Prime Time Players pentru a păstra titlurile în primul meci Elimination Chamber Tag Team match din istorie. La Money in the Bank 2015, Kingston nu a reușit să câștige meciul Money in the Bank Ladder, fiind Sheamus câștigătorul. Mai târziu în cadrul evenimentului, Big E & Woods au pierdut Campionatele pe echipe din WWE împotriva lui The Prime Time Players. Pe 4 iulie, la evenimentul live The Beast in East din Tokyo, Japonia, Kingston a fost învins rapid de Brock Lesnar. La Battleground 2015, Kingston și Big E au primit lupta de revanșare pentru titluri, dar au fost învinși de The Prime Time Players. Cu toate acestea, The New Day avea să câștige titlurile pentru a doua oară împreună, după ce i-au pe învins The Prime Time Players, The Lucha Dragons și Los Matadores într-un Tag Team Fatal 4-Way match la SummerSlam 2015.
În seara următoare la Raw, The Dudley Boyz și-au făcut revenirea în WWE și i-au atacat pe The New Day, aplicândui un 3D lui Woods pe o masă. Săptămâna următoare la Raw, Kingston și Big E au fost învinși de The Dudley Boyz. La Night of Champions 2015, Kingston și Big E au fost învinși de The Dudley Boyz prin descalificare într-o luptă titulară, așa că au păstrat campionatele. Pe 25 octombrie la Hell in a Cell 2015, în ciuda faptului că nu a avut compania și ajutorul lui Woods din cauza unei accidentări, Kingston & Big E i-au învins pe The Dudley Boyz pentru a păstra titlurile. La Survivor Series 2015, The New Day, Sheamus și King Barrett au fost învinși de The Usos, The Lucha Dragons & Ryback într-un 5-on-5 Survivor Series Traditional Elimination match după ce The New Day l-a părăsit pe Sheamus după eliminarea lui Big E. La TLC: Tables, Ladders & Chairs 2015, Kingston și Big E și-au păstrat titlurile împotriva lui The Lucha Dragons și The Usos într-un Tag Team Ladder match.

### 2016

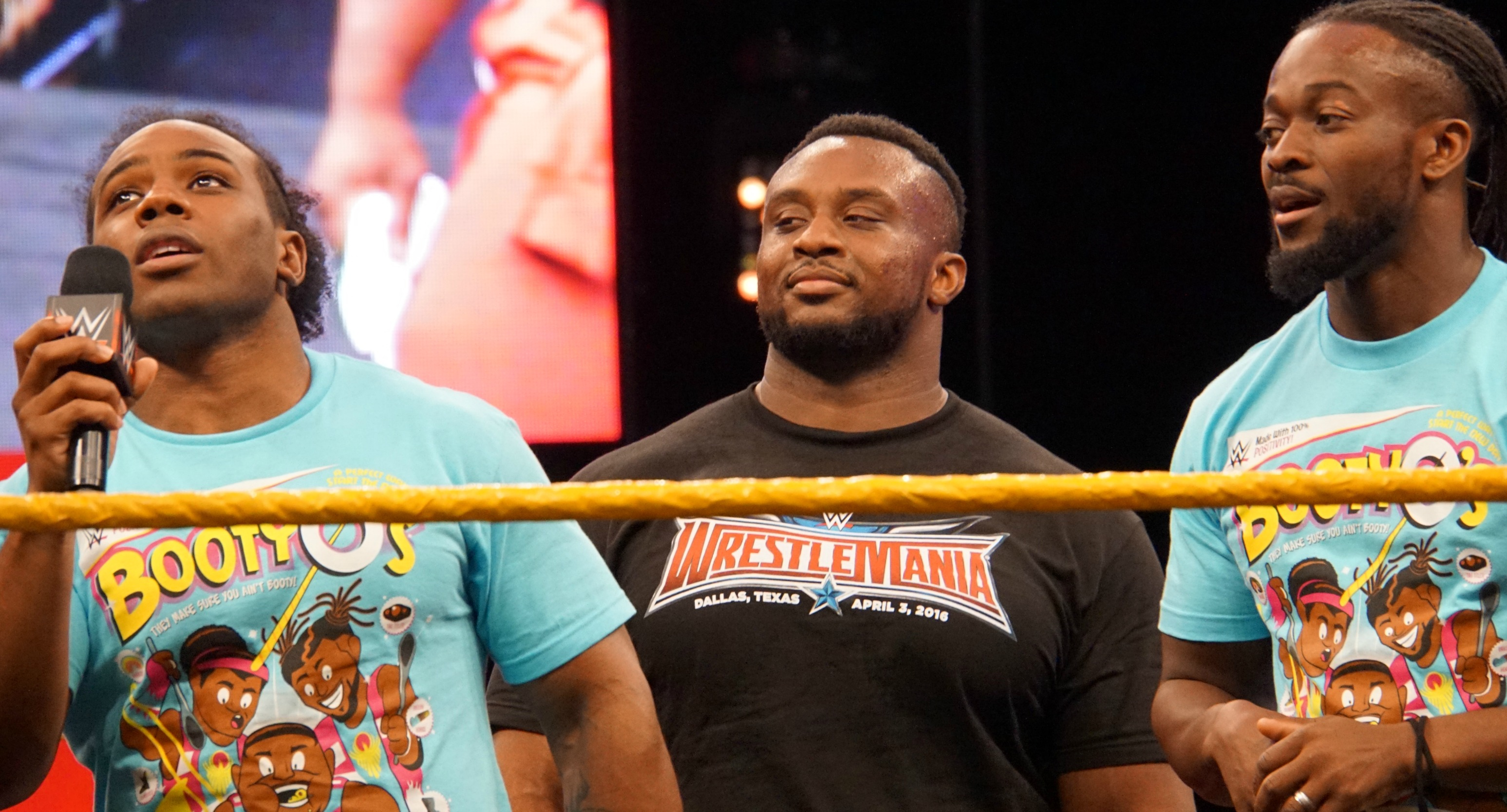
The New Day în timpul WrestleMania Axxess în aprilie 2016

La Royal Rumble 2016, Kingston și Big E au apărat cu succes Campionatele pe echipe din WWE împotriva celor de la The Usos. În același eveniment, Kingston a participat în meciul Royal Rumble pentru campionatul WWE World Heavyweight Championship a lui Reigns, intrând ca număr 10, evitând încă o dată eliminarea în mod spectaculos prin faptul că a fost aruncat peste ultima coardă și căzând pe Big E, care l-a pus înapoi în ring înainte de a fi eliminat de Chris Jericho. La Fastlane 2016, membrii The New Day au apărut ca oaspeți în segmentul lui Edge și Christian „The Cutting Edge Peep Show”. În timpul segmentului, aceștia au fost întrerupți și confruntați de The League of Nations (Sheamus, King Barrett, Rusev și Alberto del Rio), pe care The New Day a sfârșit să-i umilească împreună cu Edge și Christian, devenind Kingston cu acest lucru tweener împreună cu coechipierii săi. Pe 17 martie, Kingston l-a bătut pe John Morrison pentru a deveni campionul pe echipe din WWE cu cea mai lungă domnie acumulată din istorie, cu 541 de zile. La WrestleMania 32, The New Day au fost învinși de Sheamus, Rusev & del Rio într-un 6-Man Tag Team match. În seara următoare, la Raw, Kingston și Big E au păstrat din nou campionatele împotriva lui Sheamus și Barrett, punând capăt acestei rivalități.
La Extreme Rules 2016, Big E & Xavier Woods au apărat cu succes titlurile împotriva lui The Vaudevillains după ce Woods l-a acoperit English. În episodul de SmackDown din 2 iunie, Kingston a fost învins de AJ Styles într-o luptă individuală. La Money in the Bank 2016, Kingston & Big E au păstrat cu succes titlurile împotriva lui The Vaudevillains, Luke Gallows & Karl Anderson și Big Cass & Enzo Amore într-un Tag Team Fatal 4-Way match. Noaptea următoare la Raw, The New Day s-a confruntat cu familia Wyatt după ce l-a întrerupt pe Bray Wyatt. Incidentul a provocat începutul unei rivalități între The New Day și Familia Wyatt. În săptămânile următoare, The New Day a început să facă promosuri similare cu cele ale familiei Wyatt, unde s-au îmbrăcat cu haine similare cu cele purtate de Erick Rowan și Luke Harper. În episodul de Raw din 4 iulie, Woods i-a lăsat pe Kingston și Big E singuri în ring, după ce le-au spus că trebuie să ajungă în sensul lor că Familia Wyatt nu trebuie jucată. Rivalitatea a dus ambele grupuri la un 6-Man Tag Team match la Battleground 2016, unde The New Day a fost învinsă de familia Wyatt (Bray Wyatt, Erick Rowan și Braun Strowman).
Datorită Draftului și a noii separări a mărcii, Kingston, împreună cu însoțitorii săi din The New Day, au fost trimiși la marca Raw. Trei zile mai târziu, pe 22 iulie, Kingston, împreună cu Xavier Woods și Big E, au devenit campioni pe echipe din WWE cu cea mai lungă domnie din istorie, obținând recordul de 331 de zile stabilit anterior de Paul London și Brian Kendrick. După ce SmackDown a înființat Campionatele pe echipe din SmackDown după separarea mărcii, titlurile lui The New Day au fost schimbate cu Campionatele pe echipe din Raw. La SummerSlam 2016, Kingston & Woods au fost învinși de Luke Gallows și Karl Anderson pentru descalificare într-o luptă pentru titluri după ce Big E, care fusese accidentat de cei doi, și-a făcut revenirea și i-a atacat. La Clash of Champions 2016, The New Day i-au învins pe Gallows & Anderson într-o luptă de revanșă pentru a păstra titlurile. După aceea, The New Day a avut o rivalitate cu echipa imprevizibilă formată din Cesaro și Sheamus, care i-au învins pe Big E & Woods prin descalificarea la Hell in a Cell 2016 într-o luptă titulară, așa că The New Day a păstrat campionatele. În episodul de Raw din 31 octombrie, The New Day a dezvăluit că au fost numiți căpitanii echipei Raw pentru meciul Traditional Survivor Series Elimination Tag Team match de la Survivor Series 2016. În cadrul evenimentului, Team Raw (The New Day (Big E & Kofi Kingston), Cesaro & Sheamus, Luke Gallows & Karl Anderson, Enzo Amore & Big Cass și The Shining Stars (Primo & Epico) au învins Team SmackDown (Heath Slater & Rhyno, The Hype Bros (Zack Ryder și Mojo Rawley), American Alpha (Chad Gable & Jason Jordan), The Usos (Jimmy & Jey Uso) și Breezango (Fandango & Tyler Breeze). În acel meci, The New Day i-au eliminat pe Breezango, dar au fost eliminat de The Usos. Deoarece The New Day a intervenit în lupta pentru a determina candidații nr. 1 la Campionatele pe echipe din Raw între Cesaro și Sheamus și Gallows & Anderson, pe 5 decembrie, la Raw, au trebuit să apere titlurile săptămâna următoare la Raw împotriva ambelor echipe într-un Triple Threat Tag Team match, în care au ieșit victorioși și astfel au devenit echipa cu cea mai lungă domnie cu un campionat pe echipe din istoria WWE, record care anterior aparținea lui Demolition. În cele din urmă, la Roadblock: End of the Line 2016, The New Day au pierdut titlurile în fața lui Cesaro & Sheamus, încheindu-și domnia record de 483 de zile. În episodul de Raw din 26 decembrie, The New Day au primit revanșa pentru titluri, dar nu au reușit să recupereze titlurile.

### 2017
La Royal Rumble 2017, Kingston a participat în meciul Royal Rumble intrând ca număr 14 și a fost eliminat de Cesaro și Sheamus. După aceea, membrii The New Day au fost dezvăluiți ca gazdele WrestleMania 33, unde i-au prezentat pe The Hardy Boyz (Matt Hardy și Jeff Hardy), care și-au făcut revenirea în WWE. Pe 10 aprilie, a fost anunțat pe WWE.com și Twitter că Kingston a suferit o leziune la gleznă din cauza atacului lui The Revival care ar necesita o intervenție chirurgicală. Pe 11 aprilie, Kingston și colegii săi din The New Day au fost transferați la marca SmackDown ca parte a Superstar Shake-up.
Noua zi și-a revenit oficial pe 30 mai pe SmackDown, anunțându-și obiectivul dea-i învinge pe The Usos și de a câștiga Campionatele pe echipe din SmackDown. În episodul de SmackDown din 13 iunie, Kingston & Woods au făcut echipă cu Fandango & Tyler Breeze pentru a învinge The Usos & The Colons (Primo Colon și Epico Colon). The New Day și The Usos s-au confruntat într-o luptă pentru titluri la Money in the Bank 2017, unde Big E & Kingston au ieșit victorioși când The Usos s-au lăsat în mod intenționat învinși prin numărătoare înafara ringului, păstrând titlurile. The New Day a câștigat o luptă de revanșare pentru titluri împotriva lui The Uses la Battleground 2017, unde Kingston & Woods au reușit să cucerească titlurile, făcându-l pe Kingston primul luptător care a câștigat Campionatele pe echipe din SmackDown, desființatele Campionatele Mondiale pe echipe din WWE și Campionatele pe echipe din WWE/Raw. Cu toate acestea, în pre-show-ul de la SummerSlam 2017, Big E & Woods au pierdut titlurile în fața lui The Usos, încheindu-și domnia la 28 de zile. Pe 12 septembrie, în episodul promovat ca Sin City SmackDown, Kingston & Big E au învins The Usos într-o "Sin City Street Fight" pentru a câștiga Campionatele pe echipe din SmackDown pentru a doua oară împreună, dar le-au pierdut din nou în fața lui The Usos la Hell in a Cell 2017 într-un Tag Team Hell in a Cell match. La Survivor Series 2017, The New Day a fost învins de The Shield. La Clash of Champions 2017, The New Day nu a reușit să recupereze Campionatele pe echipe de la Usos într-un Fatal 4-Way Tag Team match, din care a mai făcut parte și echipa Rusev & Aiden English și Chad Gable și Shelton Benjamin.

### 2018
La Royal Rumble 2018, Kingston a participat în meciul Royal Rumble intrând ca număr 16, dar nu a putut câștiga meciul după ce a fost eliminat de Andrade Cien Almas. După aceea, The New Day a reluat rivalitatea cu The Usos atunci când au câștigat o șansă pentru Campionatele pe echipe din SmackDown la Fastlane 2017, care s-ar încheia fără rezultat din cauza interferenței și a unui atac violent a lui The Bludgeon Brothers. La WrestleMania 34, The New Day s-a confruntat cu The Usos și The Bludgeon Brothers într-un Triple Threat Tag Team match pentru titluri, dar acesta din urmă a ieșit învingător după ce Harper l-a acoperit pe Kingston. La The Greatest Royal Rumble, Kingston a participat în meciul Greatest Royal Rumble intrând ca număr 9, eliminându-l pe Tony Nese împreună cu Xavier Woods înainte de a fi eliminat de Elias.
La Money in the Bank 2018, Kingston a ocupat locul câștigat de The New Day în meciul Money in Bank Ladder, dar câștigătorul a fost Braun Strowman. Pe 15 iulie, în meciul de kick-off de la Extreme Rules 2018, The New Day a fost învinsă de SAni†Y într-un Tables match, după ce Young l-a aruncat pe Kingston împotriva unei mese. După aceea, The New Day a concurat într-un mic turneu pentru a determina candidații #1 la Campionatele pe echipe din SmackDown, învingând SAni†Y în primul tur și The Bar (Cesaro & Sheamus) în finală pentru a câștiga oportunitate pentru titluri la SummerSlam 2018. În acest caz, The New Day i-au învins pe The Bludgeon Brothers prin descalificare, după ce Rowan l-a lovit pe Woods cu un maț, așa că nu au reușit să câștige titlurile. Cu toate acestea, două nopți mai târziu la SmackDown, The New Day i-au învins pe The Bludgeon Brothers într-un meci fără descalificare pentru a captura titlurile pentru a treia oară. În meciul de kick-off de la Hell in a Cell 2018, The New Day i-au învins cu succes pe Rusev & Aiden English pentru a păstra titlurile. După aceea, The New Day a început o rivalitate cu The Bar (Cesaro & Sheamus), fiind Kingston învins de Cesaro în episodul de SmackDown din 18 septembrie. După câteva săptămâni de rivalitate, pe 6 octombrie la WWE Super Show-Down, The New Day a avut o altă apărare de succes a titlurilor învingând The Bar. Cu toate acestea, pe 16 octombrie la SmackDown 1000, în ciuda unei mici interferențe din partea Kingston (care se afla în colțul coechipierilor săi), The New Day a pierdut titlurile în fața lui The Bar din cauza interferențelor lui Big Show, care i-a aplicat un Chokeslam lui Kingston printr-o masă de comentatori și apoi l-a distras pe Big E, astfel încât să fie atacat și acoperit de Sheamus pentru a obține victoria. Pe 2 noiembrie, la evenimentul WWE Crown Jewel, din Riyadh, Arabia Saudită, The New Day a fost învins de The Bar în lupta sa de revanșă pentru Campionatele pe echipe din SmackDown, după ce Big Show l-a lovit pe Big E cu un KO Punch în timp ce arbitrul a fost distras. În meciul de kick-of de la Survivor Series 2018, Kingston a fost împreună cu Alexander Wolfe la colțul echipei SmackDown (The Usos (Jimmy Uso și Jey Uso), The New Day (Big E & Woods), SAni†Y (Eric Young & Killian Dain), Luke Gallows & Karl Anderson și The Colóns (Epico Colón și Primo Colón)), care au învins Team Raw (Chad Gable & Bobby Roode, The Revival (Dash Wilder și Scott Dawson), The B-Team (Bo Dallas & Curtis Axel), Fight House Party (Golden Lynx, Kalisto & Gran Metalik) și The Ascension (Konnor & Viktor)), deși The New Day a fost ultima echipă eliminată din echipa SmackDown după ce Wilder l-a eliminat pe Woods. La TLC: Tables, Ladders & Chairs 2018, The New Day a primit o altă șansă pentru titluri, însă Kingston & Woods au fost învinși de The Bar într-un Triple Threat match în care au mai fost implicați și The Usos.

### 2019-prezent
Pe 27 ianuarie, la Royal Rumble 2019, Kingston a intrat în luptă cu numărul 12, dar a fost eliminat de Drew McIntyre.
În ediția de SmackDown din 12 februarie, a fost anunțat că un membru al The New Day îl va înlocui pe Mustafa Ali într-un Elimination Chamber match pentru Campionatul WWE, Kingston fiind ales să îl înlocuiască. Mai târziu în acea seară, Kingston a concurat într-un Gauntlet match împreună cu ceilalți cinci concurenți, unde a început meciul și a fost lăudat critic pentru performanța sa în mai bine de o oră, în timp ce elimina campioniul Daniel Bryan, Jeff Hardy și Samoa Joe înainte de a fi eliminat de AJ Styles. La Elimination Chamber 2019, Kingston a intrat în meciul din Camera Eliminării cu numărul 3 și l-a eliminat pe Randy Orton, dar nu a reușit să câștige Campionatul WWE după ce a fost ultimul eliminat de eventualul câștigător Bryan. După aceea, Kingston a fost înveselit și aplaudat de mulțime datorită performanței sale în timpul luptei. Kingston trebuia să-l înfrunte pe Daniel Bryan într-o luptă individuală pentru Campionatul WWE la Fastlane 2019, dar a fost înlocuit în timpul contractului semnat de Kevin Owens (care și-a făcut întoarcerea) prin ordinele lui Vince McMahon. Pe 10 martie la Fastlane, Kingston a fost adăugat aparent în luptă de către McMahon, dar după ce a intrat în ring, a fost anunțat că se va confrunta cu The Bar (Cesaro și Sheamus) într-un 2-on-1 Handicap Tornado match, în care Kingston a fost ulterior învins. În următorul episod de SmackDown, Kingston ar avea o altă provocare stabilită de Mr. McMahon. De această dată, pentru a se confrunta cu Daniel Bryan într-o luptă pentru Campionatul WWE la WrestleMania 35, Kingston ar trebui să-i învingă pe Sheamus, Cesaro, Rowan, Samoa Joe și Randy Orton, unul după altul, într-un meci Gauntlet săptămâna următoare la SmackDown. Kingston (care a primit sprijin din partea lui AJ Styles, Kevin Owens, The Miz și restul rosterul-ui) a câștigat meciul Gauntlet înainte ca Mr. McMahon să-i spună că mai are încă un adversar, propriul Bryan, de cine a fost în cele din urmă învins. În ediția de SmackDown din 26 martie, Mr. McMahon a anunțat că Big E și Xavier Woods din The New Day vor concura într-un meci Tag Team Gauntlet, iar dacă vor învinge toate echipele, Kingston va merge la WrestleMania 35 pentru a-l înfrunta pe Bryan pentru Campionatul WWE. Big E & Woods au învins echipele formate din Luke Gallows și Karl Anderson, Shinsuke Nakamura & Rusev, The Bar, The Usos (care au abandonat meciul) și Daniel Bryan & Rowan. Mr. McMahon a confirmat la finalul programului că Kingston se va confrunta cu Bryan într-o luptă pentru Campionatul WWE la WrestleMania 35. La WrestleMania 35, Kingston l-a învins pe Bryan pentru a câștiga Campionatul WWE pentru prima dată în cariera sa, făcându-l primul om născut în Africa care câștigă Campionatul WWE, precum și al 30-lea campion Triple Crown din WWE și al 20-lea Campion Grand Slam (al 13-lea în formatul actual).
În episodul de Raw din 6 mai, Kingston a făcut o apariție în Raw prin regula invitației surpriză și a apărat cu succes Campionatul WWE împotriva lui Daniel Bryan în evenimentul principal, într-o revanșare de la WrestleMania. În seara următoare, la SmackDown, Kingston a avut o altă apărare de succes, învingându-i pe AJ Styles și Sami Zayn într-un Triple Threat match, în ciuda interferențelor lui Owens. La Money in the Bank 2019, Kingston a apărat cu succes titlul împotriva lui Owens. În seara următoare, la SmackDown, Kingston l-a învins pe Sami Zayn într-o luptă fără titlu în joc, dar ulterior a fost atacat brutal de Dolph Ziggler, care și-a făcut revenirea și l-a provocat pe Kingston la o luptă pentru titlu la Super Show-Down 2019, pe care Kingston a acceptat-o.În acest caz, Kingston a câștigat lupta datorită interferențelor lui Woods. Ulterior, Ziggler l-a provocat pe Kingston la un Steel Cage match pentru titlul la Stomping Grounds 2019, pe care Kingston l-a câștigat după ce a scăpat din cușcă. După aceea, Kingston a păstrat campionatul împotriva lui Samoa Joe la Extreme Rules 2019.

## Manevre de Final
- S.O.S
- Probleme în Paradis

## Manevre Semnătură
- Boom Drop
- Elevated mounted punches
- Dropkick
- Flapjack
- Jumping high-angle back elbow strike
- Pendulum double leg shoot kick
- Russian legsweep
- Diving double leg drop
- Monkey flip
- Leg-feed enzuigiri

## Palmares
- World Wrestling Entertainment / WWE
  - WWE Championship (1 dată, prezent)
  - WWE Intercontinental Championship (4 ori)[1]
  - WWE United States Championship (3 ori)[2]
  - WWE (Raw) Tag Team Championship (4 ori)1 – cu Evan Bourne (1), R-Truth (1), Big E și Xavier Woods (2)[3]
  - WWE SmackDown Tag Team Championship (3 ori) – cu Big E și Xavier Woods 1
  - World Tag Team Championship (1 dată) – cu CM Punk[4]
  - Bragging Rights Trophy (2010) – cu Team SmackDown (Big Show, Rey Mysterio, Alberto Del Rio, Edge, Jack Swagger și Tyler Reks)
  - WWE Intercontinental Championship Tournament (2010)[5]
  - Slammy Award (1 dată)